# Godzisław (imię)
Godzisław, Godosław, Godzsław, Gocław, Hodysław – staropolskie imię męskie. Składa się z członu Godzi- ("robić coś w stosownym czasie", "dopasowywać, czynić odpowiednim") i -sław ("sława"). Może zatem oznaczać "tego, który czyni sławę". Jego formę pochodną mogło stanowić m.in. imię Gosław.
Godzisław imieniny obchodzi 22 marca, 1 grudnia i 28 grudnia.
Znane osoby o tym imieniu:
- Godzisław Baszko (XIII wiek), kustosz kapituły poznańskiej